# Bezeichnungssystem für Luftfahrzeuge von Dornier
Das Bezeichnungssystem für Luftfahrzeuge von Dornier unterlag seit Gründung des Unternehmens 1917 als Zeppelin-Werk Lindau GmbH bis zur Nachkriegs-Dornier GmbH zahlreichen Veränderungen.

## Bis 1922
In der Anfangszeit des Dornier-Flugzeugbaus wurde ein System eingesetzt, das sich an den damaligen Militärbezeichnungen orientierte (siehe Einteilung der deutschen Militärflugzeuge im Ersten Weltkrieg). Großbuchstaben bezeichneten dabei die Verwendungsklasse, Seeflugzeuge erhielten zusätzlich ein „s“, gefolgt von einer fortlaufenden römischen Zahl. Selbst nach Kriegsende 1918 behielt die Zeppelin-Werk Lindau GmbH (ZWL) dieses System bei, obwohl nur noch Zivilflugzeuge entwickelt wurden. Sogar die Nummerierung wurde teilweise fortgeführt, so erhielt das neue Verkehrsflugboot „Delphin“ die Bezeichnung Cs II als Weiterführung der mit dem Seeflugzeug Cs I im Ersten Weltkrieg begonnenen Sequenz. Auch das Landverkehrsflugzeug „Komet“ erhielt die Bezeichnung C III, weil bei Dornier in den letzten Kriegsjahren bereits die Muster C I und C II entstanden waren. Da es in der G-Klasse keinen Vorläufer gab, erhielt das erste zweimotorige Verkehrsflugzeug 1920 die Bezeichnung G I „Greif“. Für die Dornier „Wal“ vergab man 1919/20 die Musterbezeichnung Dornier Gs II, weil die Gs I als Vorgänger angesehen wurde. Die Gs II, der Stammvater aller Dornier-„Wale“ musste jedoch im Frühjahr 1921 im halbfertigen Zustand verschrottet werden, da die Interalliierte Luftfahrt-Überwachungs-Kommission (ILÜK) den Entwurf als Militärflugzeug einstufte.

## 1922 bis 1924
Anfang 1922 stellte man die Verwendung der alten Militärkennungen ein und sprach sämtliche Dornier-Muster, sowohl im internen Gebrauch als auch in externen Publikationen mit ihren Namen (Delphin, Wal, Libelle, Falke usw.) an. Zeitlich fällt diese Änderung mit der Umstellung des Firmennamens von Zeppelin-Werk Lindau GmbH in Dornier Metallbauten GmbH (DMB) zusammen.

## 1924 bis 1931

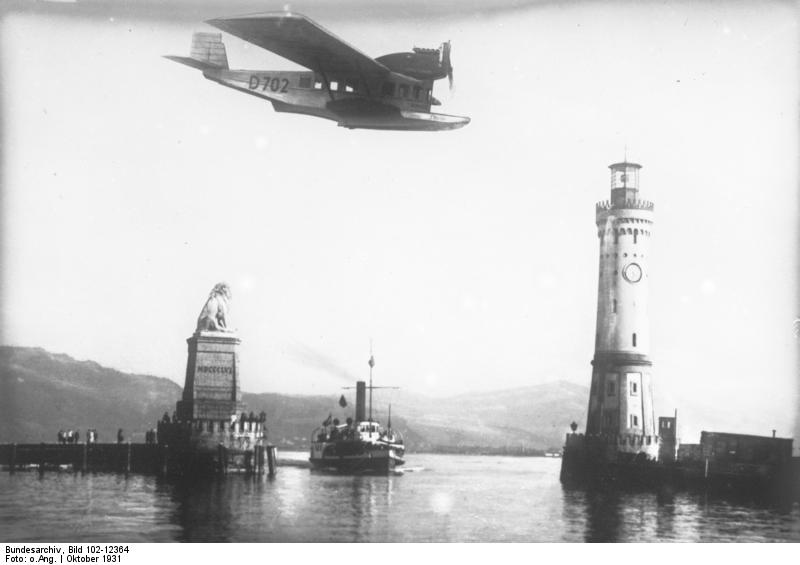
Delphin II (Werknr. 44, später Do L) des „Bodensee Aerolloyd“, Lindau

Im Oktober 1924 wurde die Bezeichnungssystematik auf ein neues System, nach dem Muster „Do plus Buchstabe“, umgestellt. Die Buchstaben teilte das Werk nach eigener Festlegung zu, es bestand keine Beziehung mehr zu den militärischen Flugzeugklassen. Den im Bau befindlichen Mustern (Werknr. 54 – 58) ordnete man in aufsteigender Werknummernfolge die ersten fünf Buchstaben des Alphabets zu. Bei der weiteren Vergabe der Buchstaben ist kein System zu erkennen, so erfolgte diese z. B. absolut nicht chronologisch. Ab 1926 erhielten einige ältere Muster aus den Jahren 1921 bis 1922 rückwirkend einen Kennbuchstaben. Für den Jagdeinsitzer „Falke“ war dies Do H, die Delphin II wurde zur Do L und die Komet I/II wurde zur Do P. Der Wal erhielt die neue Bezeichnung „Do J“.
Bewusst verwendete Dornier in einigen Fällen für ein Nachfolgemuster wieder den Kennbuchstaben des Vorgängers. Die Unterscheidung erfolgte über eine angehängte Ziffer, zuerst römisch, ab 1930 auch in arabischer Schreibweise. Beispiele hierfür sind die „Do L Delphin II“ und „Do L II Delphin III“, „Do J“ und „Do J II“ Wal. Es gab jedoch auch Fälle, in denen die erneute Verwendung des Kennbuchstabens in keinem erkennbaren Zusammenhang zum erstmaligen Einsatz stand. So bestand z. B. keine Beziehung zwischen dem einmotorigen Verkehrsflugzeug „Do P Komet II“ und dem viermotorigen Bomber Do P aus den Jahren 1928/29.
Eine Erweiterung des Bezeichnungssystems durch einen angehängten Dreibuchstabencode erfolgte 1926. Dabei stand der erste Buchstabe für das Triebwerk (z. B. B = BMW, G = Gnome-Rhône, J = Junkers, R = Rolls-Royce usw.). Dieser Buchstabe wurde groß geschrieben, die beiden folgenden dagegen klein. Der zweite stand für die Einsatzart (a = Verkehr, e = Erprobung?, i = Militär, o = Post, Transozean). Mit dem dritten Buchstaben unterschied man noch zwischen Landflugzeug (l) und Seeflugzeug (s).

## Ab 1931
Im Jahr 1931 wurde damit begonnen in der deutschen Luftfahrtindustrie ein einheitliches Bezeichnungssystem einzuführen. Es bestand aus einem Firmenkürzel und einer nachfolgenden Nummer. Hinter den Bestrebungen stand das Heereswaffenamt mit der zivilen Tarngesellschaft „Fertigungs GmbH“. Das 1933 eingerichtete Reichsluftfahrtministerium führte dieses System (siehe RLM-Typenliste) ohne Änderungen fort. Dornier erhielt das Firmenkürzel „Do“ und einen reservierten Nummernblock von 10 bis 30. Die Do 10 tauchte als erstes Dornier-Muster im offiziellen Schriftverkehr auf, die Do 11 war das erste Dornier-Flugzeug, das von Beginn an die Bezeichnung nach dem neuen System verwendete. Eine Eigenart, die nur bei Dornier praktiziert wurde, war die Verwendung ungerader Nummern für Landflugzeuge und gerade Nummern für Seeflugzeuge. Nach dem Zweiten Weltkrieg nutzte Dornier freigebliebene Nummern für seine Neukonstruktionen wie z. B. Do 25, Do 27, Do 28. Die Unterscheidung nach Land- und Seeflugzeugen durch ungerade und gerade Kennnummern wurde jedoch aufgegeben.

## Ab 1978
Die Dornier Do 28 D2 Skyservant war der letzte Flugzeugtyp, der mit „Do“ plus Nummer benannt wurde. Ihre Weiterentwicklung lief dann unter der neuen Bezeichnungsform Dornier 128-2 (Erstflug 1979), ebenso wie die 128-6 und Dornier 228.